# Epidius denisi
Epidius denisi es una especie de araña cangrejo del género Epidius, familia Thomisidae.

## Distribución
Esta especie se encuentra en África: en el Congo.

## Taxonomía
Fue descrita por Lessert en 1943.
Tratamiento taxonómico
La especie aparece registrada y publicada en Araignées du Congo belge (Troisième partie). Revue Suisse de Zoologie 50(3): 305–338.